# Apeadero de Murtede
El Apeadero de Murtede, originalmente denominado Apeadero de Murtêde, es una plataforma desactivada del Ramal de Figueira da Foz, que servía a la localidad de Murtede, en el distrito de Coímbra, en Portugal.

## Historia

### Inauguración
El tramo entre Figueira da Foz y Vilar Formoso, donde esta plataforma se sitúa, fue inaugurado el 3 de agosto de 1882, por la Compañía de los Caminhos de Ferro Portugueses de Beira Alta.

### Cierre
Por motivos de seguridad, el Ramal de Figueira da Foz fue cerrado a la circulación ferroviaria por la Red Ferroviaria Nacional, el 5 de enero de 2009. La empresa Comboios de Portugal aseguró, hasta el 1 de enero de 2012, un servicio de transporte de sustitución.